# Asambleas del Partido Republicano de 2008 en Virginia Occidental
Las asambleas republicanas de Virginia Occidental, 2008 fueron el 5 de febrero de 2008, con 18 delegados nacionales en juego.
Virginia occidental escogió a 9 de sus delegados durante un primaria el 13 de mayo de 2008 para un total de 27 delegados en la convención nacional.
| Candidato     | Votos | Porcentajes | Delegados |
| ------------- | ----- | ----------- | --------- |
| Mike Huckabee | 567   | 51.55%      | 18(15)    |
| Mitt Romney   | 521   | 47.36%      | 0         |
| John McCain   | 12    | 1.09%       | 0         |
| Ron Paul      | 0     | 0%          | 0(3)      |
| Rudy Giuliani | 0     | 0%          | 0         |
| Total         | 1,100 | 100%        | 18        |

- Como resultado del trato de Huckabee y los delegados de Paul, 3 de los 18 delegados se fueron para Ron Paul, aunque el sistema en el que se obtiene un delegado es "el ganador se los lleva todo."[3]